# Numerologie

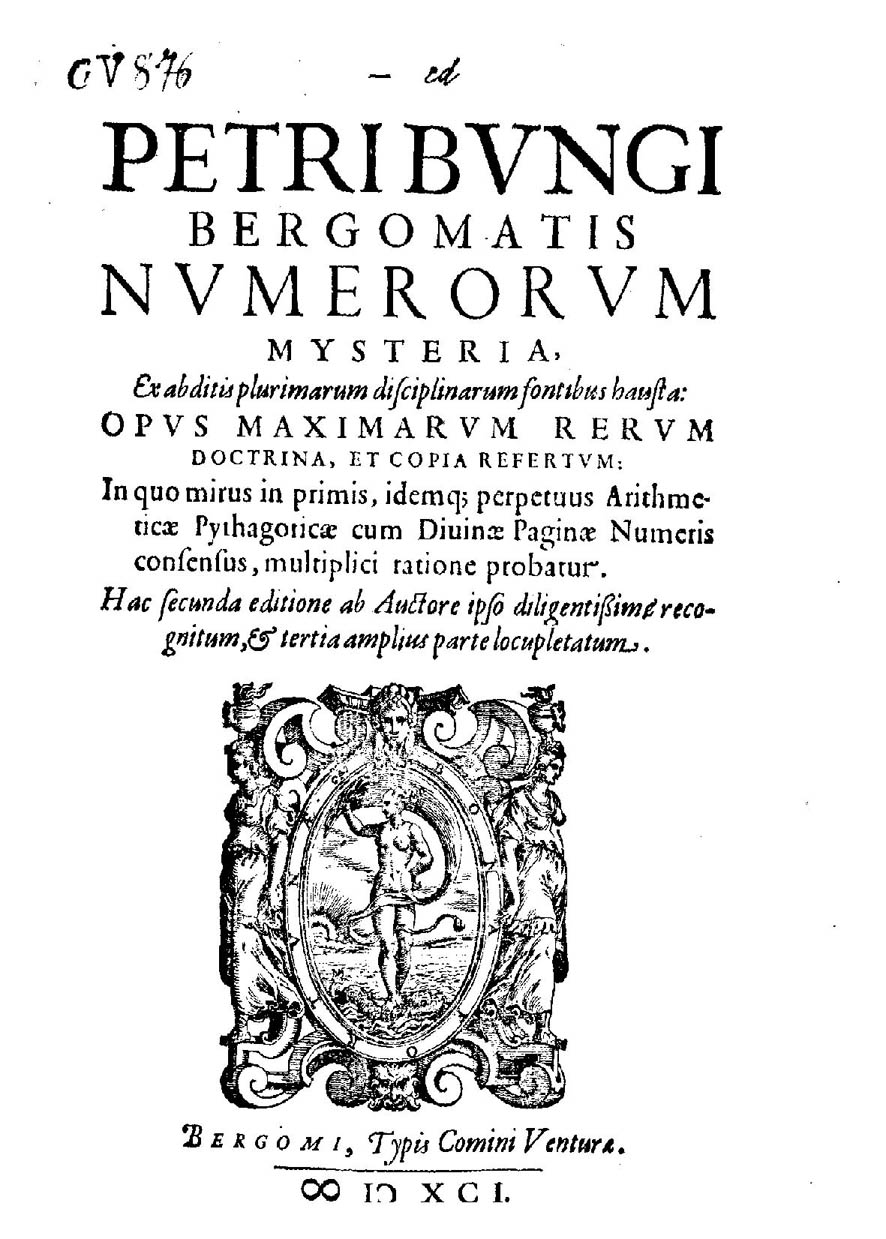
Pietro Bongo, Numerorum mysteria, 1591

Numerologie is een vorm van waarzeggerij  die zich bezighoudt met enerzijds esoterische, symbolische aspecten van getallen, en anderzijds met bredere interpretaties van getallensymboliek. Vertaald betekent numerologie 'kennis der getallen', wat niet verward dient te worden met getaltheorie. Een numeroloog zoekt naar de samenhang der dingen door het getal (als versleuteld symbool van verborgen kennis) als uitgangspunt te nemen. Hiertoe tracht de numeroloog volgens een bepaald systeem van 'coderen en decoderen' begrippen in getallen om te zetten, om vervolgens die getallen te duiden op grond van hem bekende esoterische kennis uit bijvoorbeeld tarot, gematria, astrologie of eigen interpretaties. De theorie achter numerologie is historisch gebaseerd op het idee van Pythagoras dat alle dingen numeriek kunnen worden uitgedrukt, omdat ze uiteindelijk terug te brengen zijn tot getallen.
De wetenschappelijke gemeenschap beschouwt de numerologie als pseudowetenschap omdat numerologen onnodige aannames doen en omdat numerologie niet falsifieerbaar is.

## Achtergrond
Numerologie stoelt op aspecten uit verschillende tradities en oude culturen, waaronder Babylonië, astrologische filosofie uit het hellenistische Alexandrië, vroeg christelijke mystici, het occultisme van de vroege gnostici, het Hebreeuwse systeem van de kabbala, de Indische veda's, de Chinese "Cirkel van de dood" en het Egyptische "Boek van de Meester van het Geheime Huis" (Rite van de Dood).
Het pythagorisme zou een grote invloed gehad hebben op de ontwikkeling van de numerologie en getallensymboliek. Daarbij wordt in de numerologie vooral aangehaakt bij een aan Pythagoras toegedichte uitspraak: "de wereld is gebouwd op de macht der getallen". Volgens D.J. Struik echter ligt de oorsprong van getallensymboliek wellicht reeds in het Stenen Tijdperk.
Getallensymboliek komt voor in de meeste culturen. Numerologen koppelen aan de individuele letters van een alfabet (of hiëroglyfen) een getalswaarde, waarbij dat getal een occulte symbolische betekenis zou hebben. Getallensymboliek op basis van het Hebreeuwse alfabet wordt wel gematria genoemd en is gerelateerd aan de Tarot. Numerologen hanteren doorgaans drie verschillende codeersystemen: het Hebreeuwse, het pythagorese en het Universele (ook wel fonetische) systeem.
In de Bijbel en het jodendom is het toekennen van een betekenis aan een getal heel gebruikelijk. Dit is terug te voeren tot de Hebreeuwse tradities.
Verder speelt getallensymboliek een rol in bijgeloof van mensen (zoals vrijdag de 13e waarbij 13 voor ongeluk zou staan, of uitspraken als: "Al het goede komt in drieën.", waarbij het getal 3 als geluksgetal wordt gezien; ook gokkers in het casino hechten aan de roulettetafel vaak extra waarde aan hun 'geluksgetal'.)

### Pythagorische getallensymboliek
Moderne numerologie baseert zich eerder op gematria, het kabbalistische systeem, dan op de getallenleer van Pythagoras. Toch wordt in leerboeken over numerologie naar zijn opvattingen verwezen als deel uitmakend van de theorieën achter de verborgen betekenissen van getallen.
1. De monade - vereerd door de pythagoreeërs als een tweeslachtig getal dat noch geheel mannelijk, noch geheel vrouwelijk was. Symbool voor de wijsheid omdat het verstand stabiel is, en van God omdat vanuit de monade alle dingen ontstaan.
2. De duade (of 'dyade') - verbonden met stoutmoedigheid omdat het het eerste getal is dat zich van de 'Goddelijke Eén' afscheidde. Symbool van onwetendheid en teken van polariteit. Staat ook bekend als het 'genius', het kwaad, de duisternis, de moeder.
3. De triade - is het eerste oneven getal: staat onder meer voor vriendschap, vrede en gerechtigheid. Pythagoras onderwees dat het kwadraat van dit getal de macht van de maancirkel heeft.
4. De tetrade - werd door de pythagoreeërs gezien als het scheppende getal, de bron van alle dingen (ook van de natuur). De pythagoreeërs geloofden dat de ziel van de mens uit een tetrade van machten bestond: de geest, de kennis, het geloof en het gevoel.
5. De pentade - het pentagram vormde voor de Grieken een heilig symbool van licht, gezondheid en vitaliteit. Het stond ook voor het element ether, het vijfde element.[bron?] De pythagoreeërs associeerden het met evenwicht omdat de pentade het volmaakte getal 10 in twee gelijke delen scheidt.
6. De hexade - door de pythagoreeërs de volmaaktheid van alle punten genoemd. Het werd gezien als de schepper van de ziel en de structuur van het universum.
7. De heptade - eveneens een getal dat bij de pythagoreeërs in aanzien stond. Het is het getal van de godsdienst en tevens het getal van het leven, omdat de pythagoreeërs geloofden dat zevenmaands-baby's meestal in leven bleven terwijl baby's die in de achtste maand geboren werden vaak stierven.
8. De ogdoade - het getal van de eerste kubus, die acht hoeken had. Het was een mysterieus getal, dat in verband werd gebracht met de Eleusische mysteriën.[bron?]
9. De enneade - het eerste kwadraat van een oneven getal (3 × 3). Omdat het slechts één cijfer van het volmaakte getal af lag, werd het beschouwd als onvolmaakt. Verbonden met de oceaan, die door de pythagoreeërs als onbegrensd werd beschouwd.
10. De decade - het belangrijkste der pythagorische getallen - de 'tetractys' die alle harmonische en rekenkundige verhoudingen omvat. Pythagoras beschouwde de tien als de natuur van het getal.

### Diverse methoden
Numerologen laten zich onderverdelen al naargelang de methodiek die ze hanteren. In alle methodieken worden aan letters getallen gekoppeld (A=1, B=2 enz.). Als het resultaat uit twee cijfers bestaat worden deze opgeteld. Dit wordt zo nodig herhaald, zodat aan elke letter een van de cijfers 1 t/m 9 wordt gekoppeld.
De twee hoofdmethodieken/stromingen zijn: het 'Hebreeuwse Systeem' (waarin het Hebreeuwse alfabet de basis is en er een relatie is met de Tarot en de Kabbala), en het 'Pythagorese Systeem' (waarin het Latijnse alfabet als uitgangspunt dient). Soms hanteren numerologen een derde systeem: het Fonetische Systeem. Sommige numerologen hebben moderne varianten, gebaseerd op louter het Latijnse alfabet of het moderne alfabet. De tabel hieronder maakt enige veelgebruikte getalsversleutelingssystemen inzichtelijk:
| Getal | Hebreeuws | Pythagorees | Fonetisch                       | Modern I (Latijns, 24-letter alfabet)            | Modern II (huidige 26-letter alfabet) |
| ----- | --------- | ----------- | ------------------------------- | ------------------------------------------------ | ------------------------------------- |
| 1     | A I Y Q J | A K T       | A E Y of I(lang)                | A K T                                            | A J S                                 |
| 2     | B C K R   | B L U       | B K R PP G(hard) O(kort) Q X    | B L U V (u en v waren in Latijn dezelfde letter) | B K T                                 |
| 3     | G L S     | C M X       | J G(zacht) Sh L                 | C M W                                            | C L U                                 |
| 4     | D M T     | D N Y       | D M T                           | D N X                                            | D M V                                 |
| 5     | E N       | E O Z W     | N                               | E O Y                                            | E N W                                 |
| 6     | U V W X   | F P J       | U OO V W S                      | F P Z                                            | F O X                                 |
| 7     | O Z       | G Q V       | O(bij begin van een woord) Z    | G Q                                              | G P Y                                 |
| 8     | F Ph P H  | H R Hi      | P Ph F H(uitgesproken) Ch(hard) | H R                                              | H Q Z                                 |
| 9     | Th Tz     | I S Hu      | Th Tz                           | I J (uit Latijn: I en J waren zelfde letter) S   | I R                                   |

- De Hebreeuwse sleutel wordt voornamelijk gebruikt in verband met de kabbalistische uitlegging van de Heilige Schrift, zoals in de Zohar. Numerologen achten deze methode bijzonder geschikt voor de tarotische uitlegging door middel van de Twee-en-twintig Grote Sleutels. De Hebreeuwse methode kent verder drie subversleutelingen: de Temurah, de Gematria en de Notaricon.
- Het pythagorese alfabet werkt ook met tientallen, honderdtallen en duizendtallen.
- Het fonetische alfabet wordt vooral gebruikt in verband met de planetaire betekenissen uit de astrologie.
- De eerste moderne variant is gebaseerd op het Latijnse alfabet waarin I en J dezelfde letter zijn, net als de U en V.
- De tweede moderne variant is gebaseerd op het moderne 26-letterige alfabet.

### Een voorbeeld
Het woord "Bach":
- Hebreeuws: B=2, A=1, C=2, H=8 geeft 2+1+2+8 = 13
- Pythagorees: B=2, A=1, C=3, H=8 geeft 2+1+3+8 = 14 = 10+4
- Fonetisch: B=2, A=1, CH=G(zacht)=3 geeft 2+1+3 = 6 (planeetgetal)
- Latijn: B=2, A=1, C=3, H=8 geeft 2+1+3+8 = 14 (= 1+4 = 5)
- Modern alfabet: B=2, A=1, C=3, H=8 geeft 2+1+3+8 = 14 (= 1+4 = 5)

De numeroloog zal dan afhankelijk van de gekozen systematiek een conclusie trekken op grond van de uitkomst van de gekozen methode.

## Numerologie toegepast

### Sleutelgetal
Moderne numerologen beweren hun occulte 'kennis' van getalsymboliek toe te kunnen passen bij het analyseren van karakter, bij toekomstvoorspellingen, bij het oplossen van problemen en in talloze andere zaken. De numeroloog codeert dan volgens een bepaald systeem van versleutelen van het alfabet (zie boven) een woord of naam of datum, en herleidt dat tot een 'sleutelgetal' door de letterwaarden bij elkaar op te tellen. Ook andere coderingen zijn mogelijk, zoals door middel van magische vierkanten). Vervolgens wordt dit 'sleutelgetal' bijvoorbeeld gereduceerd tot een getal tussen de 0 en de 9 (er zijn ook andere systemen), door alle getallen die boven de 9 uitkomen onderling weer bij elkaar op te tellen.
Nogmaals een klein voorbeeld: wanneer het woord "bach" wordt bezien (B=2, A=1,C=3, H=8) is de som het 'sleutelgetal' 14, en vervolgens wordt dan de 1 weer bij de 4 opgeteld zodat het resultaat het 'sleutelgetal' 5 is. Het zogeheten naamgetal van "bach" wordt daarmee dus 5. Voorts zou dan elk getal tussen 0 en 9 een symbolische betekenis hebben, en zo zou het getal 5 dan in verband met een verborgen (occulte) eigenschap van 'bach' kunnen worden gebracht.
Hetzelfde principe passen numerologen ook toe op data: zo wordt "17 mei 1961" bijvoorbeeld 17+13+5+9+1961 = 2005 = 2+0+0+5 = 7. Ook kan "17-05-1961" worden bezien als 17+5+1961 = 1983 = 1+9+8+3 = 21 = 2+1 = 3. In dit geval blijkt al dat de uitkomst verschillend is. Numerologen verklaren dit dan bijvoorbeeld doordat de aanvankelijke schrijfwijze bepalend is voor het soort informatie dat gecodeerd zou zijn.
Uit dit laatste voorbeeld blijkt al dat er vele interpretaties van getallen mogelijk zijn, hetgeen dan ook het belangrijkste argument is van hen die numerologie tot de pseudowetenschappen rekenen.

## Andere interpretaties

### "Bijzondere getallen"
De symbolische betekenis van een getal kan tot bijzondere interpretaties aanleiding geven van iets dat door een getal of een combinatie van getallen wordt uitgedrukt, zoals een datum of jaartal. Sommige van die interpretaties stroken echter niet een op een met de 'klassieke' opvatting van de numerologie. Zo werd van de aanvang van het jaar 2000 allerlei rampspoed verwacht, enkel omdat het een mooi rond getal is. Soms krijgt een getal een nieuwe betekenis als gevolg van opzettelijke acties: een voorbeeld hiervan is het getal 911, het telefoonnummer van de alarmcentrale in de Verenigde Staten, dat bij enkele terroristische aanslagen een rol speelde.
Een op wikipedia te vinden voorbeeld van vermeende getallensymboliek vormen de terroristische aanslagen op 11 september 2001, een datum die op zijn Amerikaans als 9-11 wordt geschreven. Het getal 911 is daar het nummer van de alarmcentrale. In Nederland werd exact 911 dagen na de moord op Pim Fortuyn (6 mei 2002) Theo van Gogh omgebracht, een feit dat op 3 november 2004 de voorpagina van De Telegraaf haalde. De datum van die moord levert volgens de Amerikaanse datumnotatie 11-2 op, en 112 is het Europese alarmnummer.

Onderstaande voorbeelden zijn ontleend aan joods-christelijke interpretaties.
het getal 2
Het getal 2 wordt vaak als een teken van onheil gezien. In de middeleeuwen stond het zelfs symbool voor de duivel.
het getal 3
Het getal 3 heeft de gedachte van de overtreffende trap. Daarnaast verwijst het getal drie naar de heilige drie-eenheid (de Vader, de Zoon en de Heilige Geest). Dit laatste is van essentieel belang in de middeleeuwse literatuur, zoals in Karel ende Elegast, waarin het driemaal herhalen van de boodschap de goddelijke oorsprong ervan weergeeft. Denk hierbij ook aan de triade, een begrip wat in vele godsdiensten voorkomt.
het getal 6
- Het getal 6 heeft de gedachte van net niet volmaakt; er kan ook het kwade mee worden bedoeld. In de Bijbel staat een heel treffend voorbeeld van getallensymboliek in Openbaring 13:18: "Hier is de wijsheid: die het verstand heeft, rekene het getal van het beest; want het is een getal eens mensen, en zijn getal is 666." Met behulp van de regels van de Gematria zou 'keizer Nero' (n-r-w-n q-s-r), een Romeinse keizer die in de eerste eeuw christenen vervolgde, het getal 666 opleveren.
- Naast het getal 7 heeft het ook de betekenis "bijna volmaakt".

het getal 7
- Het getal 7 heeft de gedachte in zich van volmaaktheid, volkomenheid. In de joods-christelijke traditie is dit te zien in de zeven dagen dat God de aarde schiep, volgens het creationisme. Het getal 7 is daarmee ook een aanduiding voor "de hele wereld".
- Daarnaast kan het voor de zeven deugden staan of voor de zeven vrije kunsten, de zogenaamde artes liberales.

het getal 8
Het getal 8 is het meest heilige getal. In het Hebreeuws is de naam van God Jahweh, een naam die uit vier Hebreeuwse karakters is opgebouwd - de Yod, de Hé, de Wau en nog een Hé. In het Hebreeuws hebben deze tekens daarnaast een numerieke waarde, respectievelijk 10, 5, 6 en 5. Opgeteld is dit 26, wat volgens de regels van Gematria weer leidt tot 8 (2+6).
het getal 11
In relatie met het getal 12, net als het getal 6, net niet compleet, er is ruimte voor 'rommel', het gekkengetal.
het getal 12
Het getal wijst in de joodse traditie op 'het hele volk', daarvandaan bijvoorbeeld 12 stammen in het volk Israel.
het getal 13
In relatie met het getal 12 is dit overcompleet. Dit moet problemen geven, want er moet 'iets' weg. Het ongeluksgetal.
het getal 83
Bijna 84. Bijna volmaakt in de ogen van het volk (Israël) als in de ogen van de rest van de wereld.
het getal 84
84 = 7 * 12. Daarmee verwijst 84 zowel naar het hele volk (Israël) als naar de hele wereld. Zie Anna.
het getal 666
Drie keer herhalen lijkt een goddelijke boodschap te zijn, maar wel een incomplete, zie 6
het getal 777

## Parodie
De sterrenkundige Kees de Jager publiceerde in 1990 een parodie op numerologie toegepast op de piramide van Gizeh en zijn fiets.